# Tipula silinda
Tipula silinda är en tvåvingeart som beskrevs av Alexander 1920. Tipula silinda ingår i släktet Tipula och familjen storharkrankar. Inga underarter finns listade i Catalogue of Life.